# Fritz Laband
Fritz Laband (Zabrze, 1 de novembro de 1925 — Hamburgo, 3 de janeiro de 1982) foi um futebolista alemão-ocidental nascido na Polônia.  
Jogou na posição de lateral e defendeu em sua carreira as equipes do Anker Wismar, Hamburgo e Werder Bremen.
Pela Seleção da Alemanha Ocidental, atuou apenas em 1954 quando participou da Copa do Mundo de 1954, atuando em três partidas.